# Талова Балка
Та́лова Ба́лка — село в Україні, у Світловодській міській громаді Олександрійського району Кіровоградської області. Населення становить 229 осіб.

## Історія
Станом на 1886 рік у селі, центрі Таловобалківської волості Олександрійського повіту Херсонської губернії, мешкало 1577 осіб, налічувалось 255 дворових господарств, існували православна церква та 4 лавки.
Першим власником села був генерал Федір Боровський (1746-1805).
Уродженцями села є:
- фізик, лауреат Державної премії УРСР Григорій Федорус,
- знаний український ентомолог, професор Зіновій Голов'янко (1876—1953),
- міністр культури УРСР Олексій Романовський.

## Населення
Згідно з переписом УРСР 1989 року чисельність наявного населення села становила 345 осіб, з яких 156 чоловіків та 189 жінок.
За переписом населення України 2001 року в селі мешкала 231 особа.

### Мова
Розподіл населення за рідною мовою за даними перепису 2001 року:
| Мова       | Відсоток |
| ---------- | -------- |
| українська | 96,94 %  |
| російська  | 2,62 %   |
| угорська   | 0,44 %   |

## Галерея

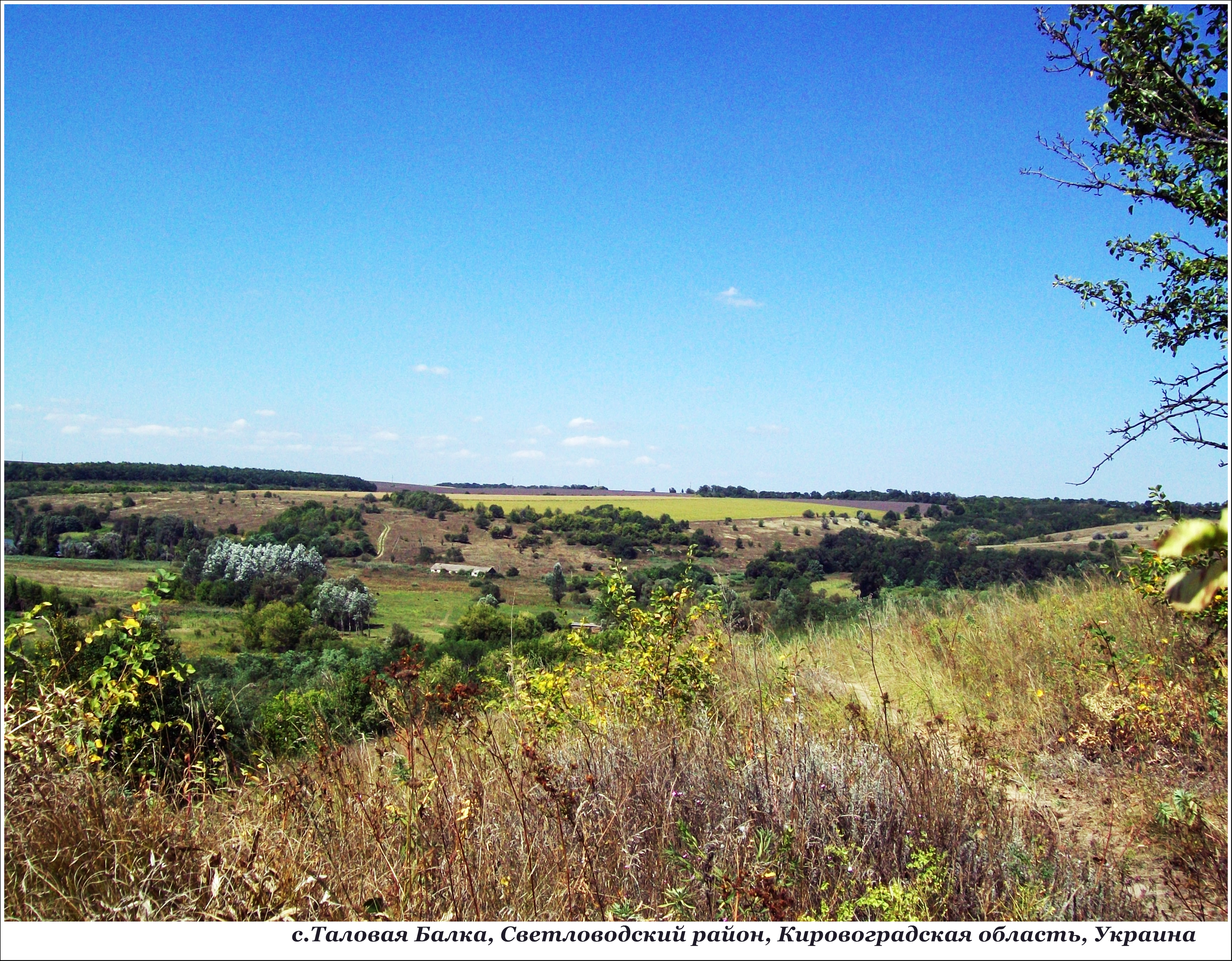
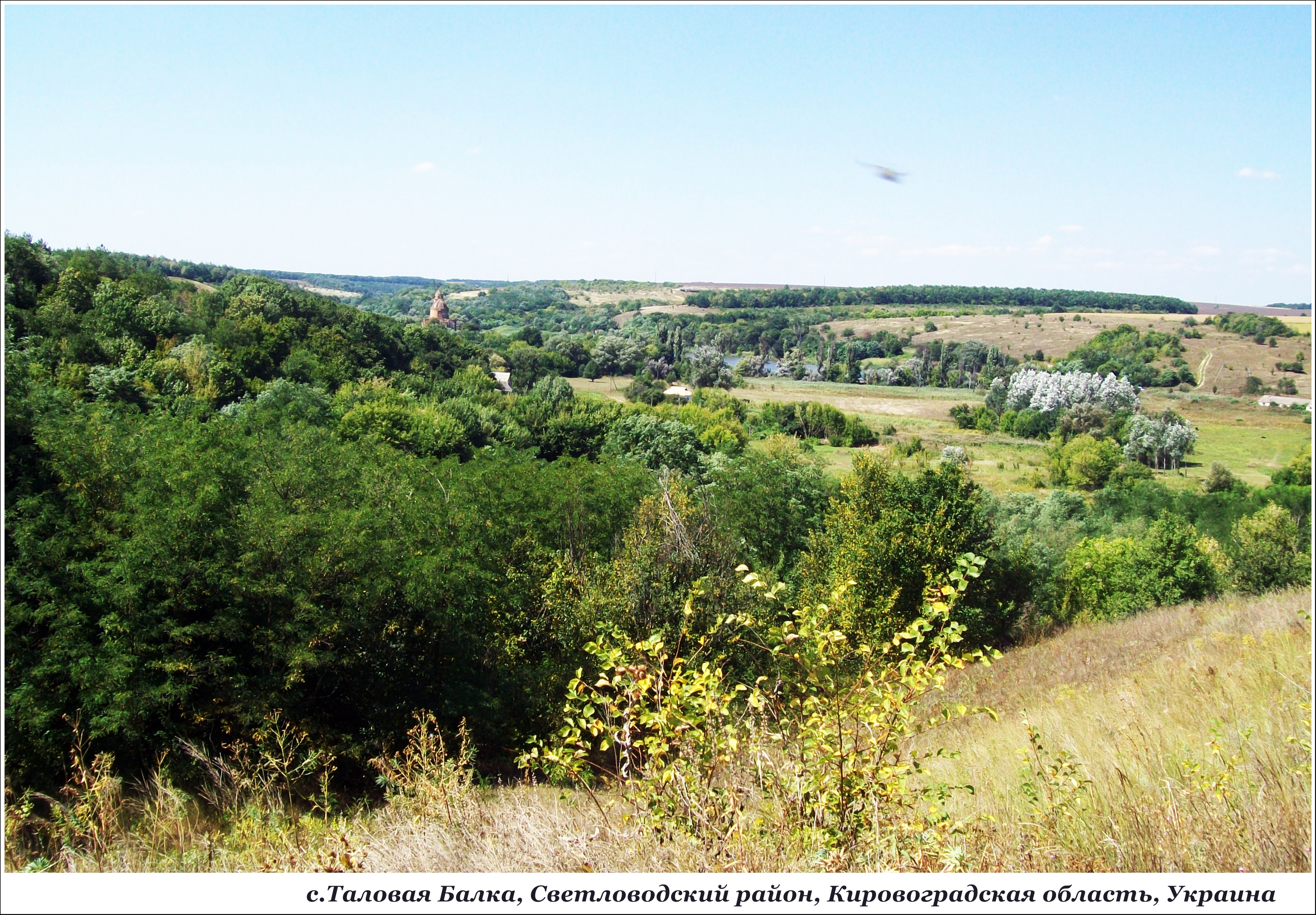
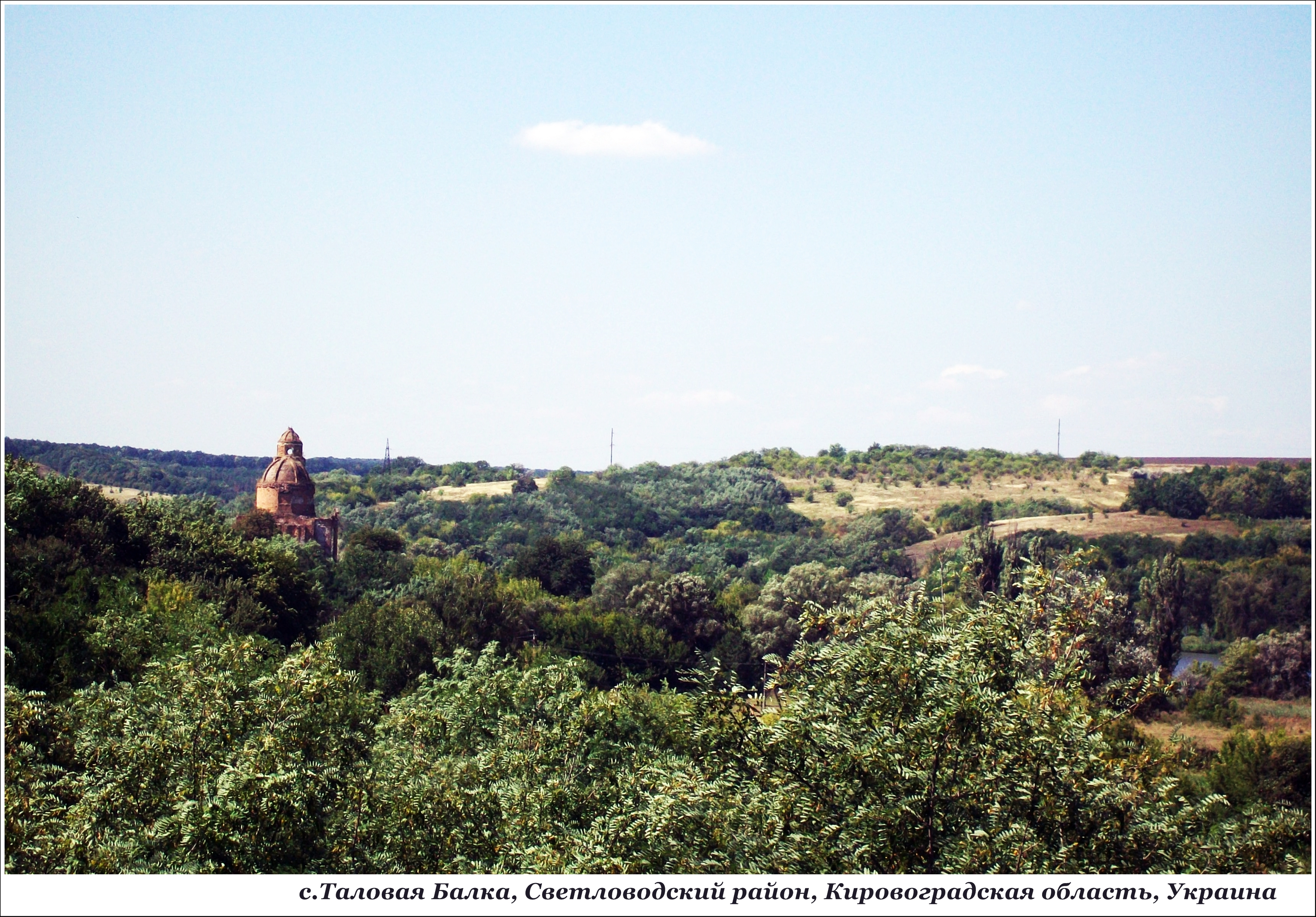
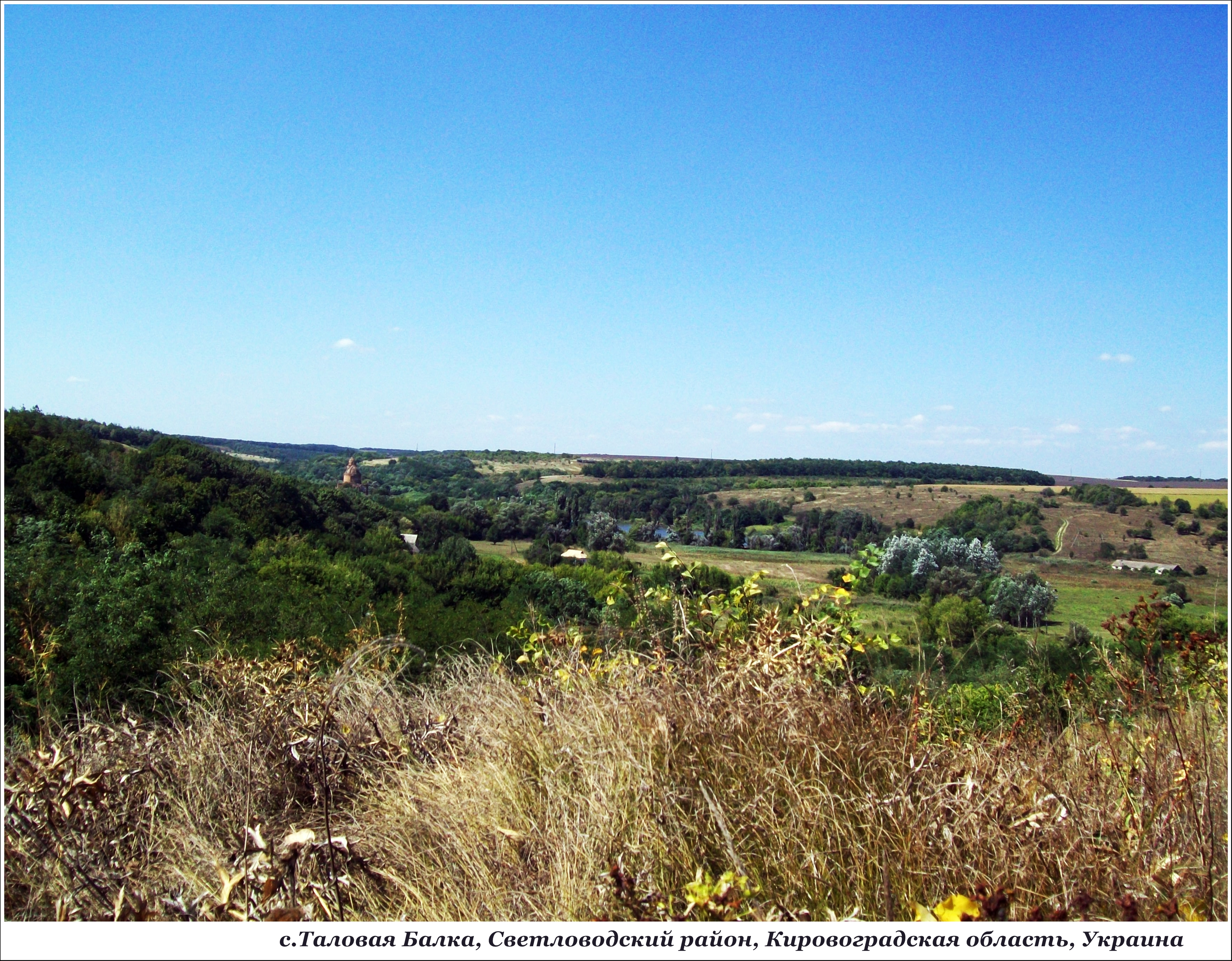
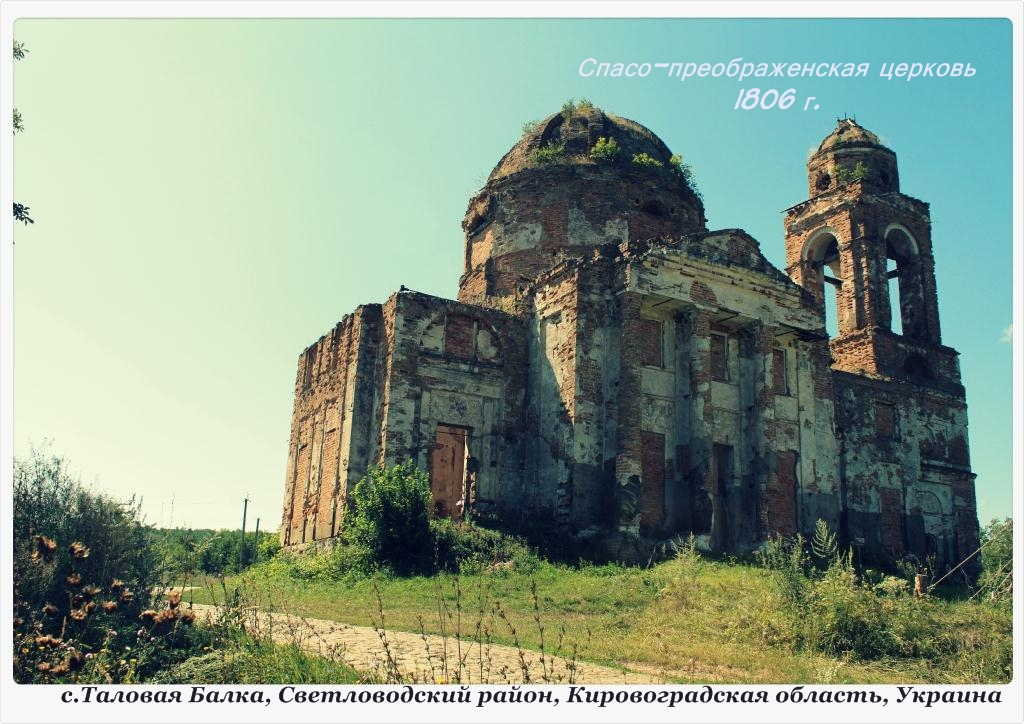
Спасо-Преображенська церква